# Надєждіна Надія Сергіївна
Надєждіна Надія Сергіївна (справжнє прізвище Бруштейн) (3 червня 1908, Вільно — 11 жовтня 1979) — російський, радянський балетмейстер, творець і художній керівник (1948—1979) Державного академічного хореографічного ансамблю «Берізка», народна артистка СРСР (1966), Герой Соціалістичної Праці (1978).
З 2000 року ансамбль «Берізка» носить ім'я свого творця — Надії Сергіївни Надєждіної.

## Біографія
Надія Сергіївна Надєждіна народилася 3 червня 1908 року в Вільнюсі. Мати — письменниця Олександра Бруштейн (1884—1968), автор трилогії «Дорога йде в далечінь …» . Батько — заслужений діяч науки, професор Сергій Олександрович Бруштейн (1873—1947). Дід — Яков Вигодський (1857—1941), лікар і громадський діяч, керівник єврейської громади Вільно (Вільнюса), загинув у Вільнюському гетто.
В 1918 році Надєждіна вступила у Другу Державну балетну школу в Петрограді, де навчається у знаменитих педагогів А. Ваганової, М. Легата, О. Монахова. В 1924 році Надєждіна стає наймолодшою артисткою, прийнятою в трупу Великого театру. З естрадою Н. С. Надєждіна познайомилася в 1931 році, а з середини 1930-х років почала ставити свої номери. У роки німецько-радянської війни вона — балетмейстер в ансамблях Сибірського військового округу і Карельського фронту — ставить танці у фронтових і агітбригадах, сама їде з ними в діючу армію. В 1945 році стає художнім керівником російського народного хору Калінінської філармонії, збирає і вивчає фольклор північних областей Росії. З 1947 року очолює балетне відділення Мосгосестради. В 1948 році створює хореографічний ансамбль «Берізка».
Одного разу Надія Сергіївна побачила на старовинній літографії хоровод: дівчата тримали в руках зелені гілочки берези. У цьому зображенні вона знайшла не просто цікаву ідею танцю, але й спіймала свою «синю птицю», що змінила все її життя. Перші виконавиці хороводу «Берізка» — молоді колгоспниці Калінінської (нині — Тверської) області, учасниці фестивалю сільських народних талантів у 1948 році. Надєждінська «Берізка» стала справжнім відкриттям у сценічному втіленні російського народного танцю. Вона — родоначальниця не тільки абсолютно особливого ансамблю, а й нового стилю в сучасній хореографії.
Хореограф Надєждіна вміла глибоко проникнути в образний лад народної фантазії, правдиво і яскраво відтворити його в своїх творах «Трійка», «Карусель», «Прялиця», «Візерунки», «Сибірська сюїта» і безліч інших. Надєждіна на рідкість точно і глибоко відображала внутрішню сутність народного буття в усьому його розмах і зльоті. Вона розкривала багатства російської душі, її прекрасні грані і в кожному танці відбивала нову, неповторну, знаходячи для її втілення самобутню пластичну мову, лаконічну, логічно завершену форму вираження.
Другий чоловік — Георгій Антонович Орвід (1904—1980), трубач, професор Московської консерваторії (1941), народний артист РРФСР (1972).
Похована на Новодівочому кладовищі в Москві.